# Ван Юань
Ван Юань (王渊, д/н — д/н) — китайський художник часів династій Юань, майстер жанрового живопису.

## Життєпис
Народився у м. Цянтан (сучасний Ханчжоу, провінція Чжецзян). Замолоду перебирається до столиці імперії даду. Тут у 1340 році знайомиться з Чжао Менфу. В подальшому займався виключно створенням картин, виконуючи замовлення імператорського двору, знаті, багатіїв. Роквіт творчості Ван Юаня припадає на 1341–1367 роки.

## Творчість
Працював у різних жанрах і стилях — у пейзажі, наслідуючи манері Го Сі, у жанровій живопису, слідуючи стилістиці майстрів епохи Тан. Найвищої майстерності він досяг у жанрі «квіти і птахи». Поєднуючи деталі, виконані в стилі Хуан Цюаня, з живописом бамбука в дусі «художників-літераторів» (веньжень хуа), Ван Юань вмів домагатися особливого декоративного ефекту, використовуючи виключно туш. Це добре помітно на сувої «Чжуши цзяоціньту» («Бамбук, камені та зграя стривожених птахів», 137,7х95, 5 см, папір, туш. Шанхайський художній музей).